# Cibao FC
Cibao Fútbol Club, verkürzt als Cibao FC bezeichnet, ist ein dominikanischer Fußballverein aus der zweitgrößten Stadt des Landes, Santiago de los Caballeros.

## Geschichte

### Gründung
Der Verein wurde im November 2014 gegründet, um ab 2015 in der neu ins Leben gerufenen Liga Dominicana de Fútbol (LDF) zu starten. Unmittelbar nach seiner Gründung wurde eine Vereinbarung mit der Pontificia Universidad Católica Madre y Maestra (PUCMM) getroffen, um auf deren Gelände eine neue Sportanlage zu errichten, die sowohl als Heimspielstätte (Estadio Cibao FC) als auch als Ausbildungsort für Nachwuchstalente fungiert. Die angeschlossene Fußballschule firmiert unter der Bezeichnung Escuela de Tecnificación de la Fundación Real Madrid. Daneben wurde als B-Team eine U-23-Mannschaft unter der Bezeichnung Cibao Atlético gegründet, in dem junge Talente heranreifen können.

### Die ersten Jahre
In der Eröffnungssaison der LDF (2015) landete der Verein auf dem fünften Platz und verpasste die Play-offs, zu denen die ersten vier Plätze berechtigt sind, nur aufgrund des direkten Vergleiches mit dem späteren Vizemeister Atlántico FC, gegen den man zu Hause 2:2 gespielt hatte und auswärts mit 0:1 verlor.
In der folgenden Saison (2016) belegte der Cibao FC den zweiten Rang und erreichte das Finale gegen Barcelona Atlético Club, das trotz einer 1:0-Führung (durch Jonathan Faña in der 19. Minute) mit 1:3 verloren wurde.
Durch die Vizemeisterschaft von 2016 qualifizierte Cibao sich aber immerhin für die Teilnahme an der CFU Club Championship, die der Verein 2017 ungeschlagen gewann und sich somit für die CONCACAF Champions League 2018 qualifizierte. Dort war man allerdings chancenlos gegen den mexikanischen Vertreter Chivas Guadalajara, dem man im Achtelfinale mit 0:2 und 0:5 unterlag.
Im dritten Jahr der LDF (2017) schloss der Cibao FC die Abschlusstabelle erstmals als Tabellenführer ab, scheiterte aber im Halbfinale (nach zwei torlosen Begegnungen) im Elfmeterschießen gegen den späteren Meister Atlántico FC.
Die bisher erst zweimal ausgetragene Copa Dominicana konnte Cibao in beiden Spielzeiten (2015 und 2016) gewinnen.

## Erfolge
- Sieger der CFU Club Championship: 2017
- Sieger der Copa Dominicana: 2015 und 2016